# Giberto Bartolomeo Borromeo
Giberto Bartolomeo Borromeo (Milão, 12 de setembro de 1671 - Novara, 22 de janeiro de 1740) foi um cardeal do século XVIII

## Biografia
Nasceu em Milão em 12 de setembro de 1671, às 22h15. Batizado em 17 de setembro de 1671, na igreja de S. Alessandro, Milão. Dos condes de Arona. Quinto dos nove filhos de Renato Borromeo, conde de Arona e marquês de Anghera, e Giulia Arese. Sobrinho do cardeal Giberto Borromeo, sênior (1652). Tio-avô do cardeal Vitaliano Borromeo (1766). Outros cardeais da família foram Carlo Borromeo (1560); Federico Borromeo, Sr (1587); Federico Borromeo, Jr. (1670); e Edoardo Borromeo (1868).
Destinado ao estado eclesiástico, recebeu a tonsura e a abadia de Viboldone, em setembro de 1683. Estudou na Scuola Seminario de Milão de 1683 a 1690; na Universidade de Pavia, onde obteve o doutorado in utroque iure , direito canônico e civil, em 7 de julho de 1691); e em Milão, obtendo o doutorado em teologia em 9 de novembro de 1691.
Depois de terminar seus estudos, ele foi para Roma. Participante protonotário apostólico, 27 de março de 1692. Vice-legado em Bolonha, 29 de setembro de 1692 a setembro/outubro de 1693, quando por problemas de saúde voltou a Milão e lá viveu até 1705. Aparentemente, ele sofreu de ipocondria e depois de pelagra . Referendário dos Tribunais da Assinatura Apostólica da Justiça e da Graça, 1693.
Ordenado em 14 de dezembro de 1710.
Eleito patriarca titular de Antioquia em 26 de janeiro de 1711. Consagrada em 1º de março de 1711, catedral metropolitana de Milão, pelo cardeal Giuseppe Archinto, arcebispo de Milão, auxiliado por Girolamo Archinto, arcebispo titular de Tarso, e por Giovanni Francesco Barbarigo, bispo de Verona. Assistente do Trono Pontifício, 26 de junho de 1711. Abade commendatario de Ss. Pietro e Paolo di Monforte, fevereiro de 1712. Transferido para a sede de Novara, mantendo o patriarcado titular, 17 de janeiro de 1714. Prefeito dos Cubiculi de Sua Santidade, 16 de junho de 1716.
Criado cardeal sacerdote no consistório de 15 de março de 1717; recebeu o gorro vermelho e o título de S. Alessio, em 10 de maio de 1717. Participou do conclave de 1721, que elegeu o Papa Inocêncio XIII. Participou do conclave de 1724, que elegeu o Papa Bento XIII. Participou do conclave de 1730, que elegeu o Papa Clemente XII.
Morreu em Novara em 22 de janeiro de 1740. Enterrado na igreja de S. Marco, Novara; e posteriormente transferido para a capela de S. Carlo, na catedral de Novara. Seu sobrinho, o conde Giovanni Borromeo, colocou uma inscrição elegante em seu túmulo. Grande parte de sua coleção de livros foi para a Biblioteca Ambrosiana de Milão após sua morte.